# Joseph Smith
Joseph Smith (Sharon 23. prosinca 1805. – Carthage, 27. lipnja 1844.) bio je osnivač mormona.

## Životopis
Rođen je u Sharonu, državi Vermontu 1805. godine. Kad mu je bilo 14 godina, tvrdio je da su mu se Bog i Isus Krist ukazali i Isus mu je rekao da se ne pridružuje nijednoj crkvi, jer su sva njihova vjerovanja zastranila.
Prema njegovim tvrdnjama, nakon tri godine mu je anđeo Moroni rekao da ode na brdo Cumorah blizu Palmyre u državi New Yorku, gdje je trebao pronaći knjigu ispisanu na zlatnim pločama, koja govori o povijesti drevnih Amerikanaca i donosi potpuno Evanđelje.
Premda je rečeno da je taj tekst ispisan na 'reformiranom egipatskom' jeziku, anđeo mu je rekao da će ju biti kadar prevesti uz pomoć 'Urima i Thumima' koje će ondje pronaći. Tvrdio je da je pronašao ploče i sredstva za prijevod, ali Moroni mu je rekao da ih ne dira dok ne prođu četiri godine. Joseph Smith je poslušao.
Tek je godine 1827. počeo iza zastora diktirati trojici pisaca djelo koje je danas poznato kao Mormonova knjiga. Anđeo Moroni je zatim uzeo natrag zlatne ploče.
Kad je 6. travnja 1830. godine knjiga objavljena, Smith je zajedno s petoricom svojih istomišljenika osnovao Crkvu Isusa Krista svetaca posljednjih dana u Fayetti, državi New York. Premda je uskoro pridobio mnoge sljedbenike, suočavao se s velikom porugom i protivljenjem pa se zbog toga morao neprestano seliti.
Podnio je žalbu guverneru države, ali su on, njegov brat i dvojica drugih istomišljenika uhićeni i ostali u pritvoru do suđenja. Suđenje se nikad nije održalo - svjetina je provalila u zatvor u Carthagi da Smitha linčuje; poginuo je u pucnjavi 1844. godine.
Godine 1842. iniciran je u slobodno zidarstvo.